# Troides cuneifera
Troides cuneifera là một loài bướm ngày lớn thuộc họ Papilionidae, được tìm thấy ở bán đảo Thai-Malay, Sumatra, Java và Borneo.

## Hình ảnh

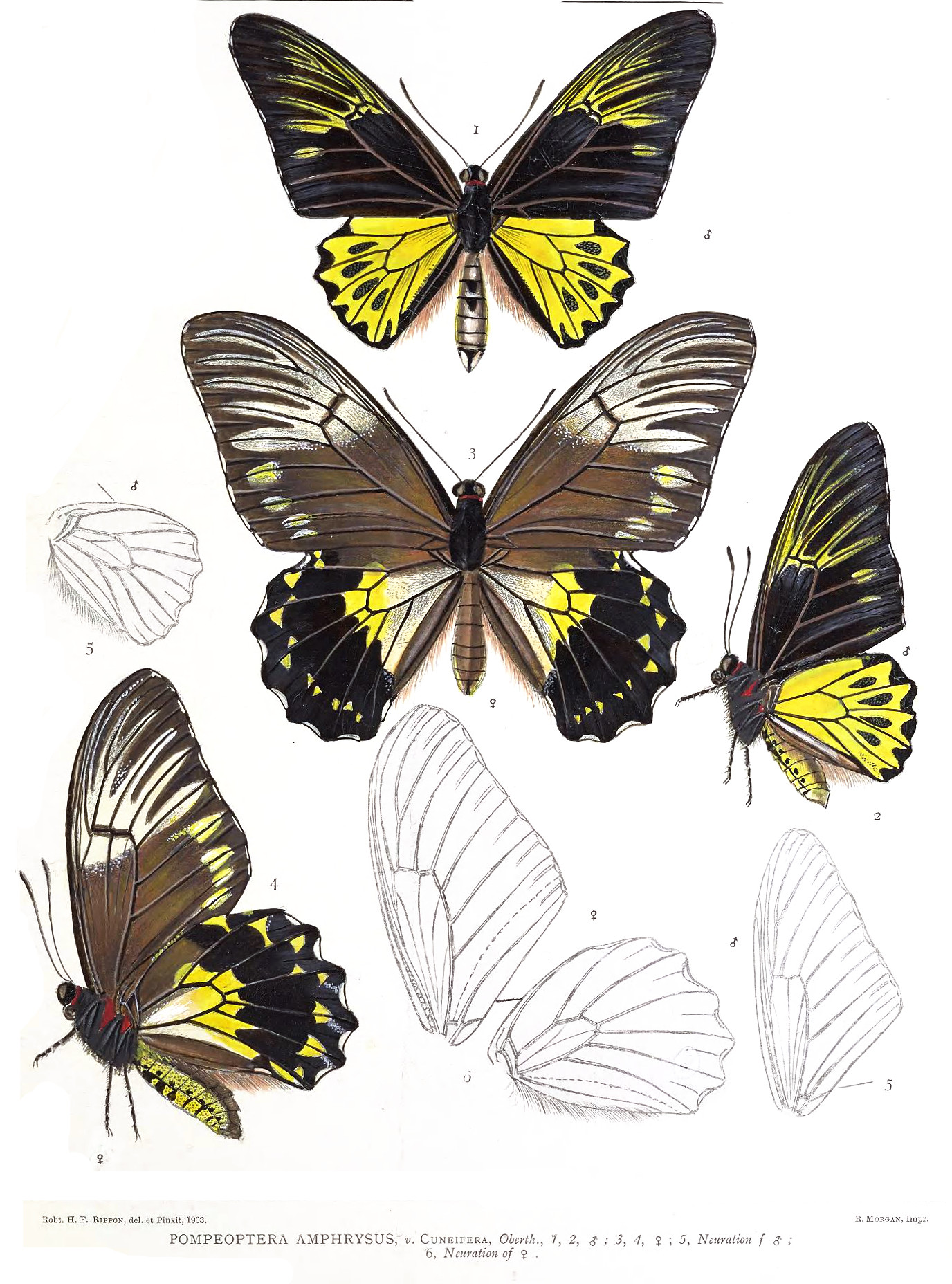
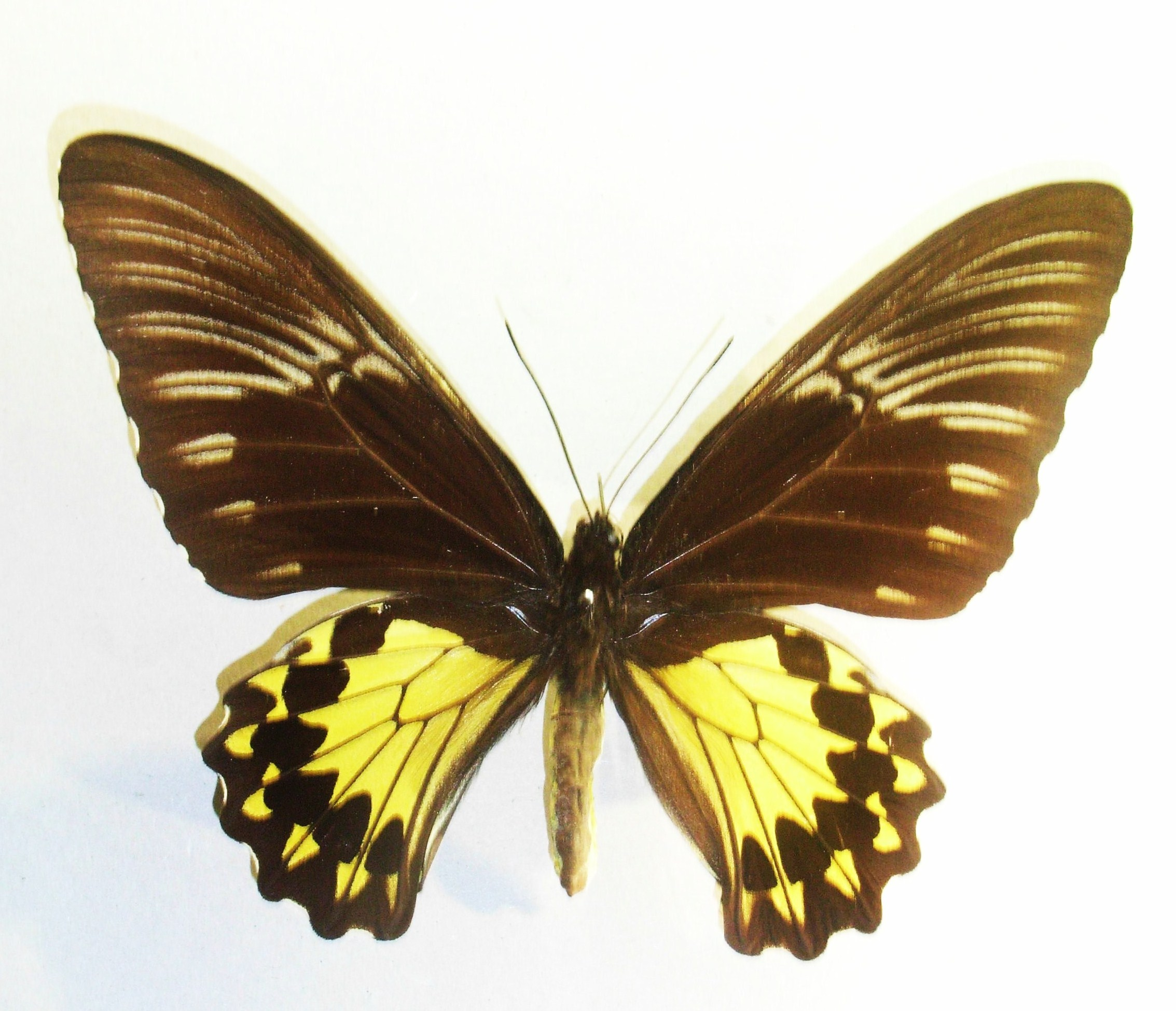